# Парамзина, Анастасия Владимировна
Анастасия Владимировна Парамзина (род. 30 мая 1998, Москва) — российская шахматистка, гроссмейстер среди женщин (2017).

## Биография
Воспитаница московской шахматной школы. В 2012 году Анастасия Парамзина победила на чемпионате России по шахматам среди девушек до 14 лет. Она неоднократно выступала на юношеском чемпионате Европы по шахматам и юношеском чемпионате мира по шахматам в разных возрастных группах, где она достигла лучшего результата в 2012 году в Праге, когда завоевала серебро в возрастной группе девушек до 14 лет. В 2013 году Анастасия Парамзина выступала за Россию в командном чемпионате Европы по шахматам среди девушек до 18 лет. В 2017 году на чемпионате мира среди девушек до 20 лет она была второй, уступив только победительнице Жансае Абдумалик.
В 2017 году в Риге Анастасия Парамзина участвовала в личном чемпионат Европы по шахматам среди женщин. В сентябре 2020 года она выиграла чемпионат Москвы по шахматам среди женщин.
В 2021 году была заявлена на кубок мира по шахматам среди женщин в Сочи, но в последний момент отказалась от участия в турнире.
За успехи в турнирах ФИДЕ в 2017 году присвоила ей звания международного гроссмейстера среди женщин (WGM).

## Изменения рейтинга
| Графики недоступны из-за технических проблем. См. информацию на Фабрикаторе и на mediawiki.org. |